# Daniella Álvarez
Daniella Margarita Álvarez Vásquez (Barranquilla, 24 de mayo de 1988) es una ex reina de belleza, presentadora y modelo colombiana, Señorita Colombia 2011-2012; representó a su país en el certamen de Miss Universo 2012. Desde julio del 2013 hizo parte del grupo de presentadoras de Estilo RCN, después de finalizar Estilo en agosto del 2016 fue presentadora de la W Radio de Caracol Radio, en 2017 hizo parte del grupo de presentadores del noticiero CM& y recientemente en 2019 presentó el reality Desafío 2019: Súper Regiones de Caracol Televisión.

## Biografía
Nació en Barranquilla el 24 de mayo de 1988. Es hija de Gustavo Álvarez y Zandra Vásquez. Tiene dos hermanos, Andrea y Ricardo. Es Comunicadora Social y Periodista de la Universidad del Norte de Barranquilla, especialista en “Desarrollo Organizacional y Procesos Humanos,” en la misma institución además ella cuenta con una maestría en relaciones internacionales de la universidad pontifica javeriana.
Es de ascendencia italiana, los cuales habrían llegado a la ciudad de Magangué, Bolívar en la década de 1950. Además del español, habla inglés y alemán, aprendiendo estos dos últimos idiomas en el Colegio Alemán de Barranquilla. Sus medidas durante el reinado eran 85-63-97. Mide 1,73 m de estatura.
En 2020 sufre una serie de episodios médicos complicados que le hacen ingresar al quirófano en 5 ocasiones en la clínica Cardio infantil en Bogotá. El 13 de junio del mismo año por decisión de ella, y apoyo de su familia y médicos decide amputar su pie y parte de la pierna izquierda debido a una Isquemia que sufrió en una de sus cirugías.

## Participación en concursos de belleza

### Señorita Colombia 2011-2012
Participó en representación del departamento de Atlántico en el Concurso Nacional de Belleza de Colombia 2011, celebrado en Cartagena de Indias, donde fue coronada la noche del 14 de noviembre de 2011, tras obtener la más alta calificación 9.6 en desfile en traje de gala.
En historia es la décima Señorita Atlántico luego de 6 años, superando nuevamente a Valle en número de coronas de Señorita Colombia.

### Miss Universo 2012
Daniella Álvarez Vásquez participó en representación de Colombia para la sexagésima primera versión del concurso Miss Universo que se celebró el 19 de diciembre de 2012, en Las Vegas. No logró clasificación entre las finalistas. En Miss Universo 2012, la ganadora fue la representante de Estados Unidos, Olivia Culpo.